# Daniel
För andra betydelser, se Daniel (olika betydelser).
Daniel är ett hebreiskt mansnamn (Daniy'el) (דניאל) med betydelsen 'Gud är min domare' eller 'Guds domare'. Daniel har använts som dopnamn i Sverige sedan 1200-talet men blev vanligt först efter reformationen. Daniel var en av profeterna i Gamla testamentet. Se Daniels bok.
1992 var Daniel det femte vanligaste tilltalsnamnet bland nyfödda pojkar. Det året fick 27 av 1 000 nyfödda Daniel som tilltalsnamn. Det var kulmen på en modevåg som började redan på 1960-talet. 31 december 2005 fanns det totalt 78 711 personer i Sverige med namnet, varav 51 247 med det som tilltalsnamn. År 2003 fick 888 pojkar namnet, varav 377 fick det som tilltalsnamn. Kortformer är bland annat Danny och Danne.
Namnsdagi Sverige: 11 december. I den finlandssvenska namnsdagslängden har Daniel namnsdag 11 december sedan starten 1929, då en egen namnsdagskalender togs i bruk för finlandssvenskar.
I fransk- och engelskspråkiga länder förekommer Daniel även som efternamn. På Balkan och i slaviska länder förekommer formen Danijel. Den persiska formen är Daniyal.

## Personer med Daniel som förnamn
- Daniel (biblisk person)
- Daniel, svensk prins, kronprinsessan Victorias make
- Daniel Alfredson, regissör
- Daniel Alfredsson, ishockeyspelare, OS-guld 2006
- Daniel Alm, pastor, föreståndare för svenska pingströrelsen
- Daniel Amokachi (född 1972), nigeriansk fotbollsspelare

- Daniel Andersson (fotbollsspelare född 1972)
- Daniel Andersson (fotbollsspelare född 1977)
- Daniel Andersson (född 1983), svensk bandyspelare
- Daniel Andersson (född 1986), svensk socialdemokratisk politiker
- Daniel Andersson, svensk kontrabasist.
- Per Daniel Amadeus Atterbom, poet, professor, ledamot av Svenska Akademien
- Daniel Baldwin, skådespelare och regissör
- Daniel Barenboim, argentinsk-israelisk pianist och dirigent
- Daniel Bergman, regissör
- Daniel Bernoulli, matematiker
- Daniel Briere, ishockeyspelare
- Daniel Brolin, svensk pingstmissionär
- Daniel Buskovius, svensk präst och ledare för erövringen av Särna från Norge
- Daniel Börtz, svensk tonsättare
- Daniel Cohn-Bendit (född 1945), tysk-fransk politiker
- Daniel Cormier, amerikansk MMA-utövare
- Daniel Craig, brittisk skådespelare
- Lee Daniel Crocker, programmerare
- Daniel Dae Kim, skådespelare
- Daniel Day-Lewis, brittisk skådespelare
- Daniel Defoe, författare
- Daniel Ellsberg, amerikansk krigsanalytiker (Pentagon Papers)
- Daniel Eriksson, bandyspelare
- Daniel Espinosa, svensk regissör
- Daniel Fridell, regissör
- Daniel Carleton Gajdusek, amerikansk medicinforskare, mottagare av Nobelpriset i fysiologi eller medicin 1976
- Daniel Gustavsson, skådespelare
- Daniel Harding, brittisk dirigent
- Daniel Helldén (tonsättare), tonsättare och dirigent
- Daniel Johansson, fotbollsspelare i Falkenbergs FF
- Daniel Johansson, ishockeyspelare
- Daniel Larsson, fotbollsspelare
- Daniel Larsson, skådespelare
- Daniel Larsson, ishockeyspelare
- Daniel Lemma, sångare
- Daniel Lindgren, handbollsspelare
- Daniel Lindström, sångare
- Daniel Melanderhjelm, matematiker och astronom
- Daniel Nathans, amerikansk mikrobiolog, mottagare av Nobelpriset i fysiologi eller medicin
- Daniel Norling, svensk ryttare och gymnast, OS-guld 1908, 1912 och 1920
- Daniel Nyhlén, journalist
- Daniel Ortega (född 1945), nicaraguansk politiker, president
- Daniel Passarella, argentinsk fotbollsspelare
- Daniel Persson i Tällberg, liberal politiker, talman
- Danijel Popović, montenegrinsk sångare
- Daniel Powter, artist
- Daniel Radcliffe, skådespelare
- Daniel Rantzau, dansk krigare
- Daniel Rickardsson (född 1982), svensk längdskidåkare
- Danny Roberts (född 1987), engelsk MMA-utövare
- Daniel Rydmark, svensk ishockeyspelare, OS-guld 1994
- Daniel Sedin (född 1980), svensk ishockeyspelare, OS-guld 2006
- Daniel Solander, naturforskare och upptäcktsresande
- Daniel "Danny" Saucedo, sångare
- Daniel Sjöberg, skådespelare
- Daniel Ståhl (född 1992), svensk friidrottare
- Daniel Suhonen, svensk debattör och skribent
- Daniel Svensson (artist) (född 1977), artist och trumslagare
- Daniel Svensson (fotbollsspelare) (född 1983)
- Daniel Svensson (fotbollsspelare född 1993)
- Daniel Svensson (fotbollsspelare född 2002)
- Daniel Svensson (dansk handbollsspelare) (född 1982)
- Daniel Svensson (svensk handbollsspelare) (född 1985)
- Daniel Tjärnqvist, svensk ishockeyspelare, OS-guld 2006
- Daniel Tynell, längdskidåkare, flerfaldig vinnare i Vasaloppet
- Daniel Widing, ishockeyspelare

### Fiktiva personer med Daniel som förnamn
- Daniel, skomakarson som är huvudperson i Pär Lagerkvists drama Han som fick leva om sitt liv från 1928.
- Daniel Amatullo. Karaktär i TV-serien Fame.
- Daniel "Danny" Tanner. Huvudrollen i Huset Fullt.
- Daniel "Danny" Nyland. Karaktär i sjukhusserien Chicago Hope.

## Personer med Daniel som efternamn
- Arnaut Danièl, medeltida trubadur
- Samuel Daniel, engelsk historiker
- Gabriel Daniel, fransk historiker
- Hermann Adalbert Daniel, tysk teolog
- Beth Daniel, golfspelare
- Brittany Daniel, skådespelare
- Jack Daniel, grundare av whiskeymärket Jack Daniel's